# Strada statale 621 della Valle Aurina
La strada statale 621 della Valle Aurina (SS 621, in tedesco Ahrntaler Staatsstraße), è un'importante strada statale italiana.

## Percorso
Partendo da Brunico, in Alto Adige, percorre dapprima la val di Tures e in seguito la valle Aurina. Se all'inizio scorre quasi in piano sul fondovalle, nella parte finale è una tipica strada di montagna. All'uscita da Brunico, la strada attraversa la frazione di San Giorgio e tocca poi i comuni di Gais, Campo Tures, Valle Aurina e Predoi, arrivando fino alla località Fonte della Roccia (Trinkstein), ai piedi delle cime dei monti della Valle Aurina (Vetta d'Italia, Picco dei Tre Signori ecc.).

## Storia
Già contemplata nel piano generale delle strade aventi i requisiti di statale del 1959, è solo tuttavia col decreto del Ministro dei lavori pubblici del 19 agosto 1971 che viene elevata a rango di statale coi seguenti capisaldi d'itinerario: "Innesto strada statale n. 49 in Brunico - Campo Tures - Fonte alla Roccia".
In seguito al decreto legislativo 2 settembre 1997, n° 320, dal 1º luglio 1998 la gestione è passata dall'ANAS alla provincia autonoma di Bolzano. Quest'ultima ha lasciato la classificazione e la sigla di statale (SS) alla strada, poiché non si tratta di un trasferimento dal demanio dello Stato a quello delle Regioni, ma di una delega in materia di viabilità e pertanto la titolarità resta sempre in capo allo Stato.